# Dracula – Den blodtörstige
Dracula – Den blodtörstige (tyska: Nachts, wenn Dracula erwacht) är en vampyrfilm från 1970 som handlar om den fiktiva karaktären Dracula. Filmen är regisserad av Jess Franco som även skrivit manus tillsammans med Harry Alan Towers och Augusto Finocchi. Dracula spelas av Christopher Lee som vid denna tid gjort sig känd för att spela denna karaktär i en serie av filmer gjorda av Hammer Film Productions. I de andra huvudrollerna finns Herbert Lom som spelar Van Helsing och Klaus Kinski som spelar Renfield. Jonathan Harker spelas av Fred Williams och i övriga roller syns Maria Rohm, Soledad Miranda och Paul Muller.

## Rollista
- Christopher Lee – Dracula
- Herbert Lom – Professor Van Helsing
- Klaus Kinski – Renfield
- Fred Williams – Jonathan Harker
- Maria Rohm – Mina, Jonathans fästmö
- Soledad Miranda – Lucy, Minas väninna
- Jack Taylor – Quincey Morris, Lucys fästman
- Paul Muller – Dr. Seward
- José Martinez Blanco – Resenär/Dr. Seward (endast röst i spansk version)
- Jess Franco – Van Helsings tjänare

## Om filmen
- Från början var Vincent Price påtänkt för rollen som Van Helsing.[2]
- Christopher Lee och Herbert Lom träffades aldrig under inspelningen av Count Dracula.
- Detta är den första filmatiseringen där Dracula föryngras allteftersom han dricker blod, ett element som också förekommer i originalromanen.
- Under filminspelningen spelade den spanske filmaren Pere Portabella stora mängder svartvit bakom kulisserna material vilket senare klipptes ihop till experimentfilmen "Cuadecuc, vampir". "Cuadecuc, vampir" är en cirka 1 timme lång och återberättar historien om Dracula. Det mesta av filmen är alternativa kameravinklar som Portabella filmade under tagning. Ibland bryts den fjärde väggen då Portabella har med bilder där filmteamet förbereder scener, skådespelare lekfullt interagerar med kameramannen och låter inspelningsutrustning komma med i bild. Filmens ljudspår består mest av musik och enstaka ljudeffekter förutom i slutet: där läser Christopher Lee direkt ur original romanen och förklarar historiens slut.